# Полимерные трубы
Полимерные трубы — цилиндрическое изделие, изготовленное из полимерного материала, полое внутри, имеющее длину, значительно превосходящую диаметр.
Область применения полимерных труб крайне широка. Полимерные трубы применяются для строительства и ремонта трубопроводов, транспортирующих воду для хозяйственного, питьевого холодного и горячего водоснабжения, другие жидкие и газообразные вещества, к которым полимер, из которого они изготовлены, химически стоек. Полимерные трубы используются для подачи/транспортировки горючих газов, в системах отопления, канализации и сетях водоотведения. В последнее время полимерные трубы все чаще используются для гидротранспорта. Полимерные трубы могут использоваться как защитные каналы для прокладки электрических кабелей, кабелей связи, волоконно-оптического кабеля и др.
Полимер — это общее название. Среди полимерных труб различают трубы из термопластов и реактопластов.
Полимерные трубы могут изготавливаться из различных термопластических материалов и их композиций, таких как: полиэтилен (ПЭ), поливинилхлорид (ПВХ), полипропилен (ПП), полиамид (ПА), полибутилен (ПБ) и др. Трубы, изготовленные из реактопласта, — это стеклопластиковые, стекловолоконные и изготовленные из эпоксидной или полиэфирной смолы.

## Основные характеристики

### Габаритные
- Dn Диаметр номинальный — основная размерная характеристика водогазопроводных труб и соединительных частей к ним
- Ду (ID) Диаметр условного прохода — величина внутреннего диаметра в миллиметрах или его округленное значение (16,20,25,32,40,50 мм и т. д.)
- Д (OD) Наружный диаметр — величина внешнего диаметра в миллиметрах или его округленное значение
- En Толщина стенки
- SDR (Standart Dimension Ratio) — стандартное размерное отношение трубы, которое можно представить в виде отношения номинального наружного диаметра трубы к номинальной толщине стенки трубы SDR = dn / en. Для полимерных труб приняты следующие значения SDR 41; 33; 26; 21; 17,6; 17; 13,6; 11; 9; 7,4; 6

### Массовые
- Вес одного погонного метра трубы чаще измеряется в килограммах.
- Плотность;

### Прочностные
- PN (Nominal pressure) Номинальное (условное) давление
- MRS (Minimum Required Strength) Минимальная длительная прочность материала, из которого изготовлена труба
- С — коэффициент запаса прочности (коэффициент прокладки трубопровода), зависящий исключительно от условий прокладки и принимающий значения: 1,25 — для труб полиэтиленовых для подачи холодной воды; 2.. 3,15 — для труб полиэтиленовых для подачи горючих газов.
- MOP (Maximum Operation Pressure) Максимальное рабочее давление МОР=2 MRS/[C(SDR-1)]
- SN Кольцевая жесткость, кН/м²
- Граница текучести при растяжении, Мпа
- Относительное удлинение при разрыве, %
- Изменение длины труб после прогрева, %
- Термостабильность труб
- Стойкость к медленному распространению трещины
- Стойкость к быстрому распространению трещины
- Сопротивление удару падающего груза

### Температурные
- Температура рабочая, максимальная, минимальная. Обычно рабочая температура транспортируемой среды отличается от температуры 20˚С в значительных пределах, колебания температуры должны учитываться при проектировании, так как разрушительно влияют на материал трубы;

## Виды полимерных труб

### Полиэтиленовые трубы напорные для наружного водоснабжения
Трубы полиэтиленовые водопроводные напорные применяются для строительства и ремонта наружных трубопроводов, транспортирующих воду для хозяйственного и питьевого водоснабжения и водоотведения и другие жидкие и газообразные вещества, к которым полиэтилен химически стоек.

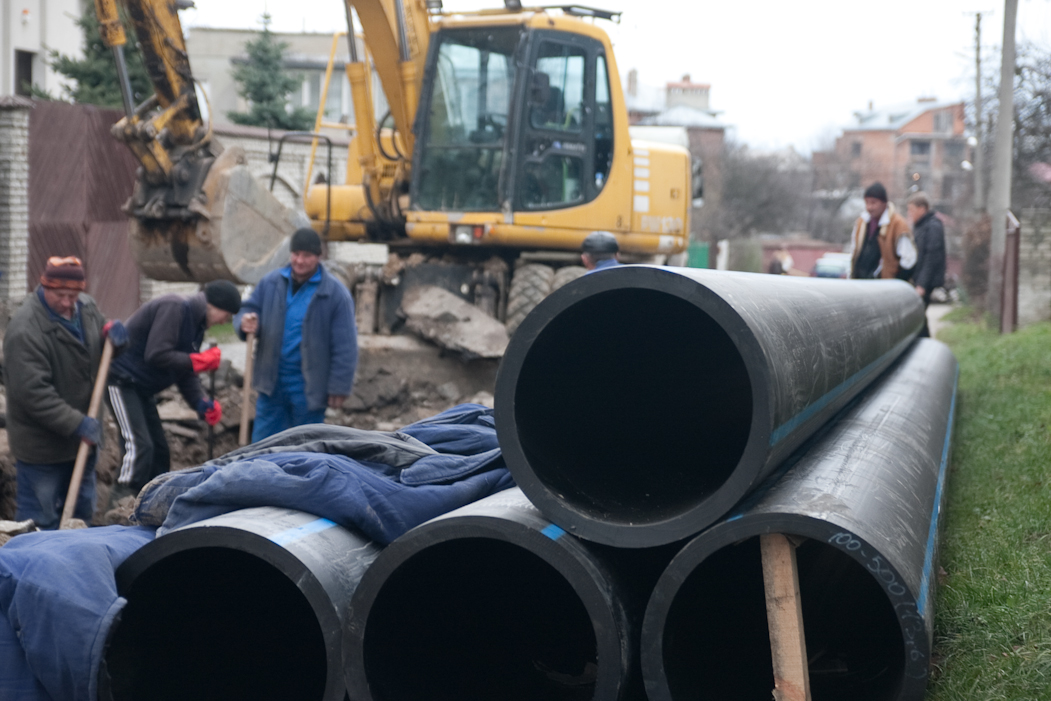
Монтаж трубы ПЭ100 500 мм
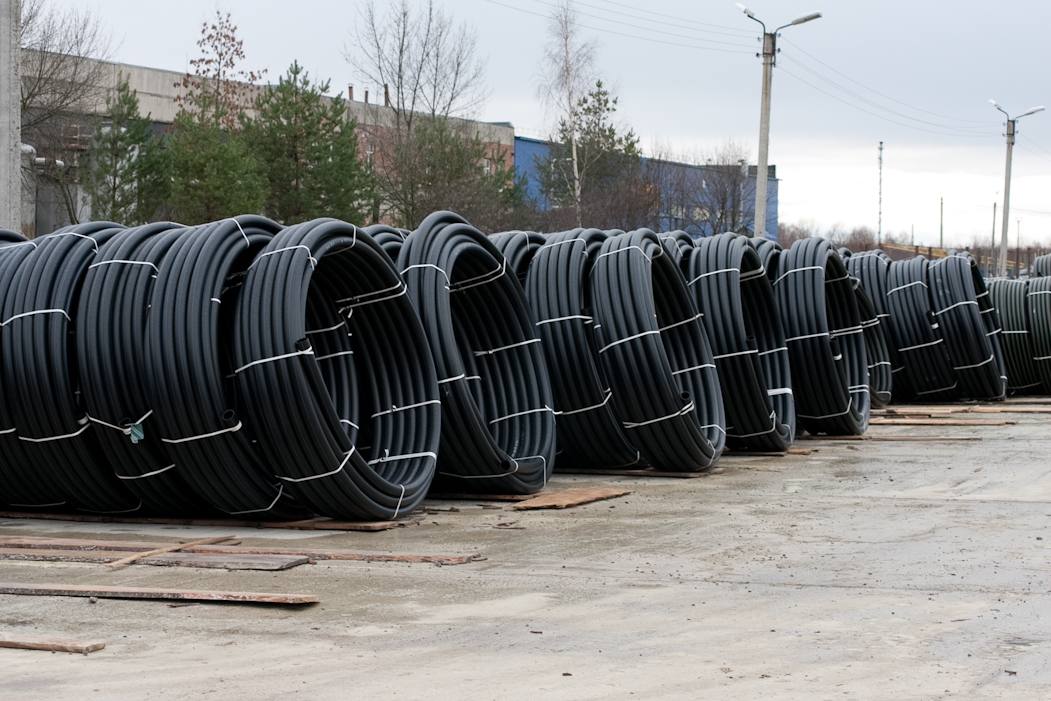
Склад КаТЗ труба ПЭ100 110 мм
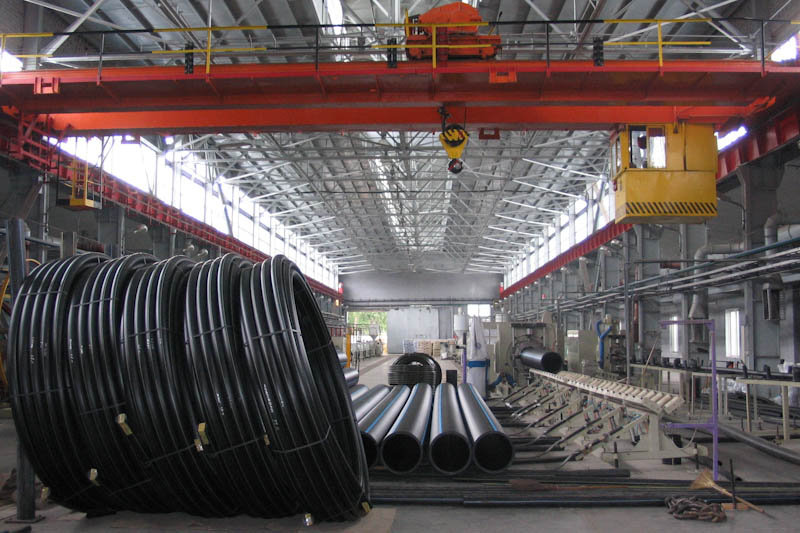
Производство полиэтиленовых труб

Трубы выпускаются из полиэтилена классов ПЭ 63, ПЭ 80, ПЭ 100 и ПЭ 100+ стандартным размерным отношением SDR 41 — SDR 6, номинальными диаметрами от 16 до 1600 мм на основные рабочие давления 4; 6; 8; 10; 12,5; 16; 20 бар. Трубы, выпускаемые в прямых отрезках, производятся длиной 12 м (либо любой другой по согласованию с заказчиком). Трубы, диаметром не более 160 мм изготавливаются в бухтах (барабанах) от 50 до 1000 м.
Температура воды в режиме нормальной эксплуатации — не более 40 градусов по Цельсию
До 110 диаметра включительно полиэтиленовые трубы могут соединяться с помощью механических (компрессионных) фитингов. Полиэтиленовые трубы больших диаметров соединяются преимущественно сваркой встык, или с помощью терморезисторных фитингов, что в свою очередь требует специального сварочного оборудования. Такое соединение является монолитным и считается наиболее надежным, так как не имеет резиновых уплотнительных колец, срок службы которых ограничен.
Производство полиэтиленовых труб является более молодой (первые ПЭ трубы были произведены около 50-ти лет назад) и прогрессивной технологией. Полиэтиленовые трубы имеют отличные технико-экономические показатели непосредственно связанные с низкой себестоимостью эксплуатации, низкими затратами на установку и долгим сроком службы, а также возможностью утилизации отработавшего трубопровода.

### ПВХ трубы напорные для наружного водоснабжения
ПВХ трубы раструбные напорные водопроводные применяются для строительства наружных водопроводов, транспортирующих воду для хозяйственного и питьевого водоснабжения.
Трубы выпускаются из Н-ПВХ с величинами стенок стандартных размерных отношений SDR 41, SDR 33 SDR 26 и SDR 17, номинальными диаметрами от 90 мм до 500 мм на основные рабочие давления 6 бар, 8, бар, 10 бар и 16 бар. Цвет труб чаще всего серый. Трубы выпускаются в отрезках 1000 мм, 2000 мм, 3000 мм и 600 мм. На одном из концов труб имеется сформированный раструб с уплотнительным резиновым кольцом, который позволяет герметично монтировать трубопроводы в раструб без дополнительного сварочного оборудования, или соединительных муфт.
ПВХ трубы для водоснабжения насчитывают более чем 60-летний опыт применения, поэтому по праву могут считаться старейшей технологией в производстве полимерных труб.
Трубы ПВХ имеют отличные экономические показатели, непосредственно связанные с низкой себестоимостью эксплуатации, низкими затратами на установку и долгим сроком службы, а также возможностью утилизации отработавшего трубопровода.

### ПВХ трубы безнапорные для водоотведения и канализации

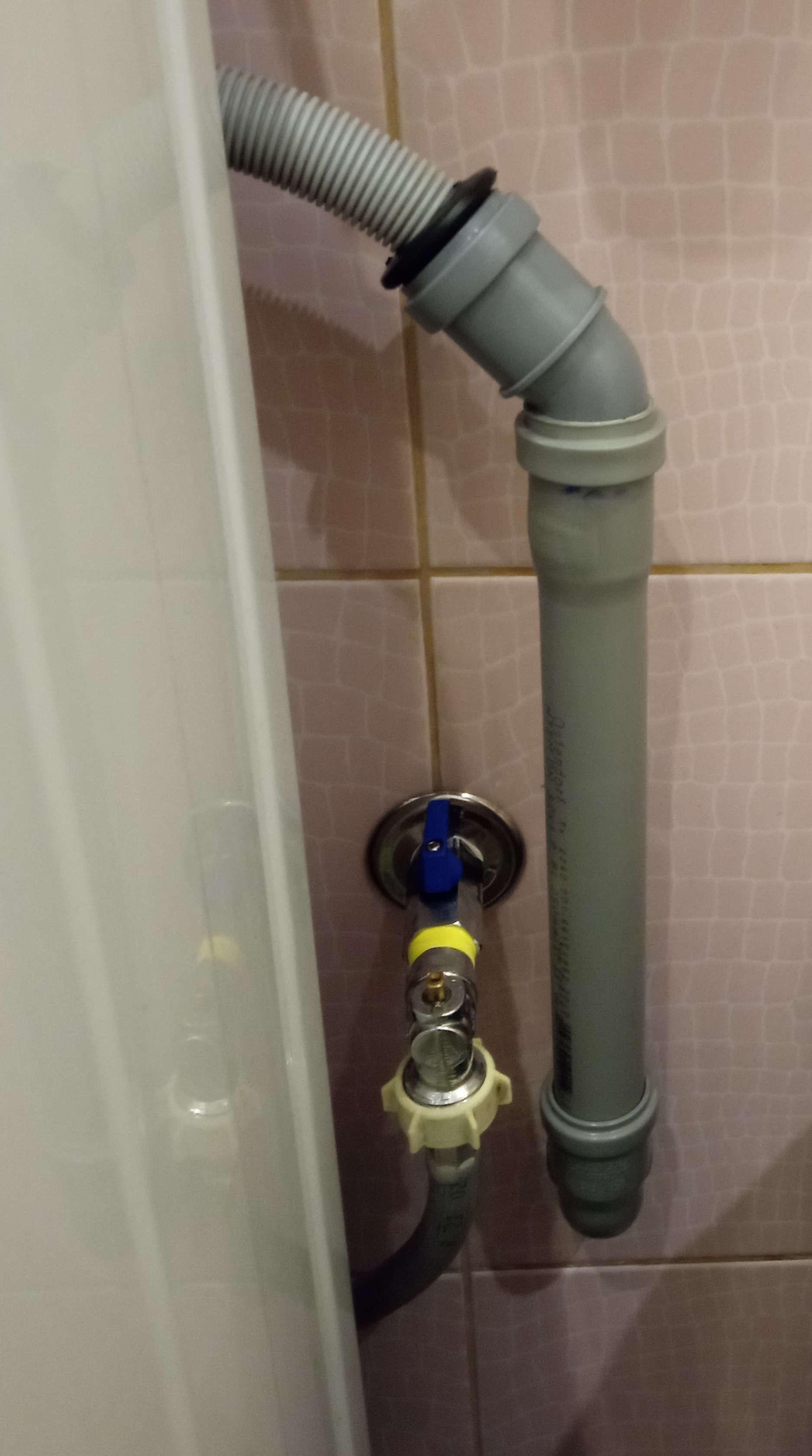
Пример применения 32-мм канализационных ПВХ труб в доме

Трубы ПВХ безнапорные применяют при строительстве и ремонте подземных безнапорных трубопроводов с максимальным рабочим давлением не более 0,16 МПа внешних сетей канализации домов и сооружений для отвода сточных вод и жидких и газообразных сред, к которым ПВХ трубы химически стойкие, в интервале температуры — От 0 ° С до 45 ° С (код зоны применения U). Диапазон диаметров для безнапорных труб ПВХ 110—630 мм. Трубы выпускаются в отрезках 500 мм, 1000 мм, 2000 мм, 3000 мм, 4000 мм, 5000 мм и 6000 мм. Могут выпускаться в отрезках до 12 метров.

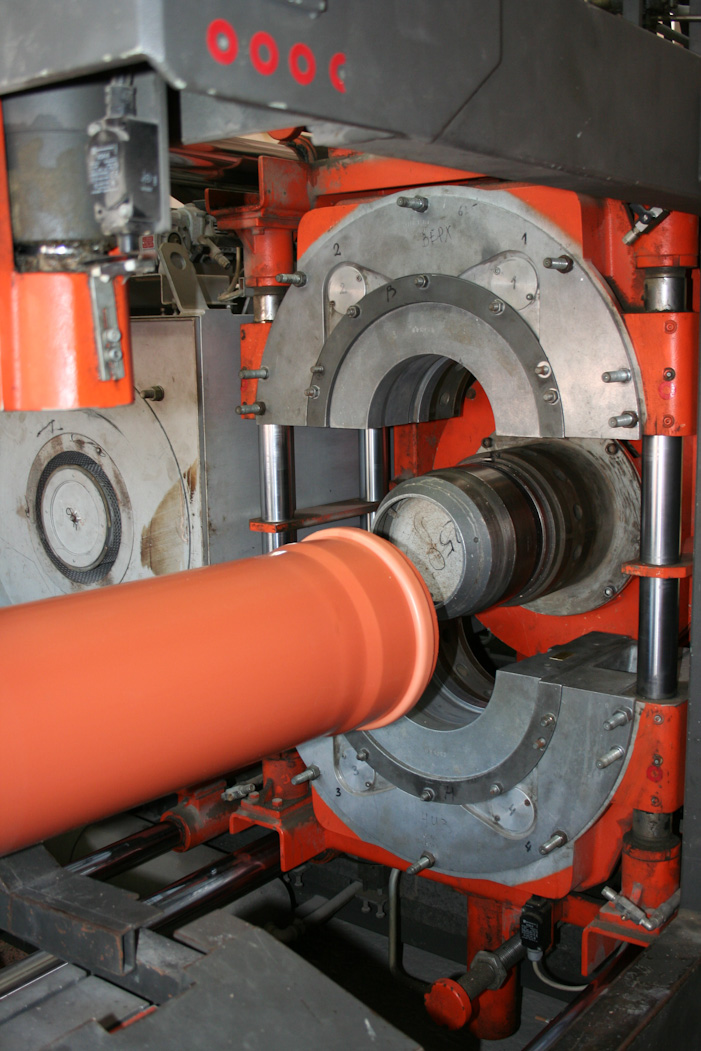
Изготовление раструба на безнапорной ПВХ трубе 160 мм SN2

На одном из концов труб имеется сформированный раструб с уплотнительным резиновым кольцом, который позволяет герметично монтировать трубопроводы в раструб. Цвет труб оранжевый.
 Трубы ПВХ безнапорные могут изготавливаться однослойными (монолитными), так и трёхслойными. Внешние слои изготавливаются из первичного НПВХ, а срединный слой с пористой структурой состоит из собственного или стороннего вторичного материала НПВХ.
Трубы из ПВХ отличаются по классу кольцевой жесткости: SN2 — с глубиной укладки до 1 м; SN4 — с глубиной укладки до 6 м; SN8 — с глубиной укладки до 8 м и SN16.
Безнапорные ПВХ трубы в диапазоне диаметров 110 мм — 200 мм и классе жесткости SN2 имеют отличные экономические показатели, что объясняет исключительную популярность в частном секторе строительства. Для коммунальных и промышленных применений, где более востребованы диаметры свыше 315 мм и классы жесткости SN8 и SN16, этот тип трубы сильно проигрывает более современным двухслойным профилированным (гофрированным) трубам.

### Профилированные трубы безнапорные для водоотведения и канализации

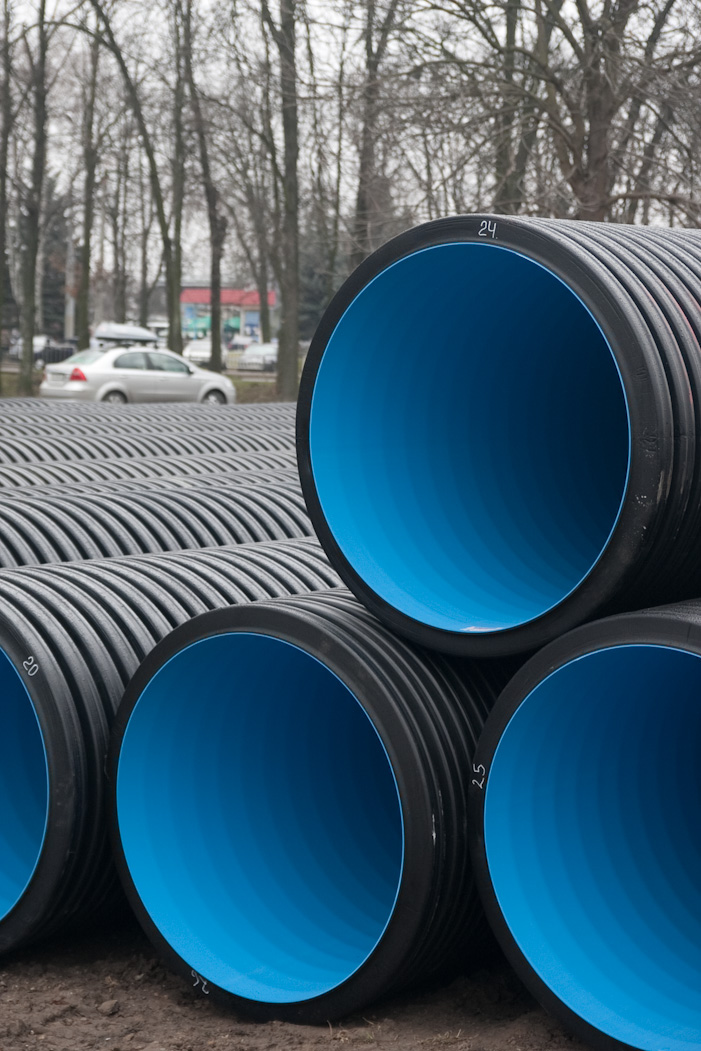
Полимерная профилированная (гофрированная) труба Корсис Про 1200 мм SN16. Реконструкция Львовского аэропорта

Наиболее распространенной технологией производства труб со структурированной стенкой является производство методом двухшнековой экструзией двухслойных труб с внутренней гладкой цилиндрической поверхностью и наружной — гофрированной волнистой. Обе стенки производятся одновременно, соединяются так называемым «горячим» методом и образуют единую «монолитную» конструкцию. При этом между внутренней и наружной стенкой образуются полости, которые облегчают конструкцию, а волнистая наружная стенка обеспечивает необходимую кольцевую жесткость. Сырьём для производства таких труб служит полиэтилен, полипропилен, или их комбинации. Диапазон производимых диаметров — от 110 до 1200 мм.
- De (OD) — наружный диаметр
- e4 — толщина стенки
- Di (ID) — условный проход
- L1 — ширина профиля

Геометрическая форма профиля стенки профилированной трубы обеспечивает высокую сопротивляемость деформации. Труба выпускается четырёх типов — SN4, SN6, SN8 и SN16 которые отличаются по классу кольцевой жесткости (4 кН/м², 6 кН/м², 8 кН/м² и 16 кН/м²). Это дает возможность производить подземную укладку трубы на разных глубинах.
Одним из важнейших показателей безнапорного трубопровода является гидравлическая шероховатость внутренней поверхности трубы. Профилированные трубы внутренний слой которых образуется путём непрерывной экструзии, имеют практически идеально гладкую внутреннюю поверхность (шероховатость составляет 0,08-0,1 мм). Помимо хороших гидравлических свойств, трубы с двухслойной гофрированной стенкой обладают низким весом, что существенно упрощает их транспортировку и монтаж. Соединение данных труб производится муфтами с резиновыми уплотнителями и не требует дополнительной герметизации.
Трубы для наружной канализации, произведенные из полипропилена, имеют код зоны использования UD, что подразумевает их работу при температуре до 70 °С (кратковременно до 95 °С), тогда как полиэтиленовые трубы имеют код зоны использования U — с максимальной рабочей долговременной температурой до 40°С. (кратковременные повышения температуры до 60 °С). Безусловно, полипропилен является более термостойким материалом, чем полиэтилен, что в частности, объясняет его практически исключительное использование для внутридомовой канализации. В наружных же сетях, согласно статистическим данным, за счет уравнивания температур «горячих» и «холодных» стоков с учётом объёмов их сливов (на «горячие» стоки приходится не более 10—12 % общего объёма сливов) температура не поднимается выше 32—35 °С. Таким образом, преимущество полипропиленовой трубы становится невостребованным. Однако для промышленных применений трубы из полипропилена могут стать незаменимыми исходя из своей стойкости к повышенным температурам.

### Спиральновитые трубы безнапорные для водоотведения и канализации
Для строительства безнапорных сетей (например, ливневой и технической канализации) большого диаметра (свыше 1000 мм) могут использоваться спиральновитые трубы с полой стенкой замкнутого профиля из полиэтилена. Они изготавливаются из полиэтилена трубных марок ПЭ100, ПЭ80, ПЭ63 методом навивания непрерывно производимого профиля на вращающийся цилиндрический барабан с одновременной сваркой витков между собой. Геометрическая форма профиля стенки такой трубы обеспечивает высокую сопротивляемость деформации. Как правило, спиральновитые трубы выпускаются двух типов — SN4 и SN8, которые отличаются по классу кольцевой жесткости (4 кН/м², 8 кН/м²).

### PPR трубы для внутреннего горячего и холодного водоснабжения

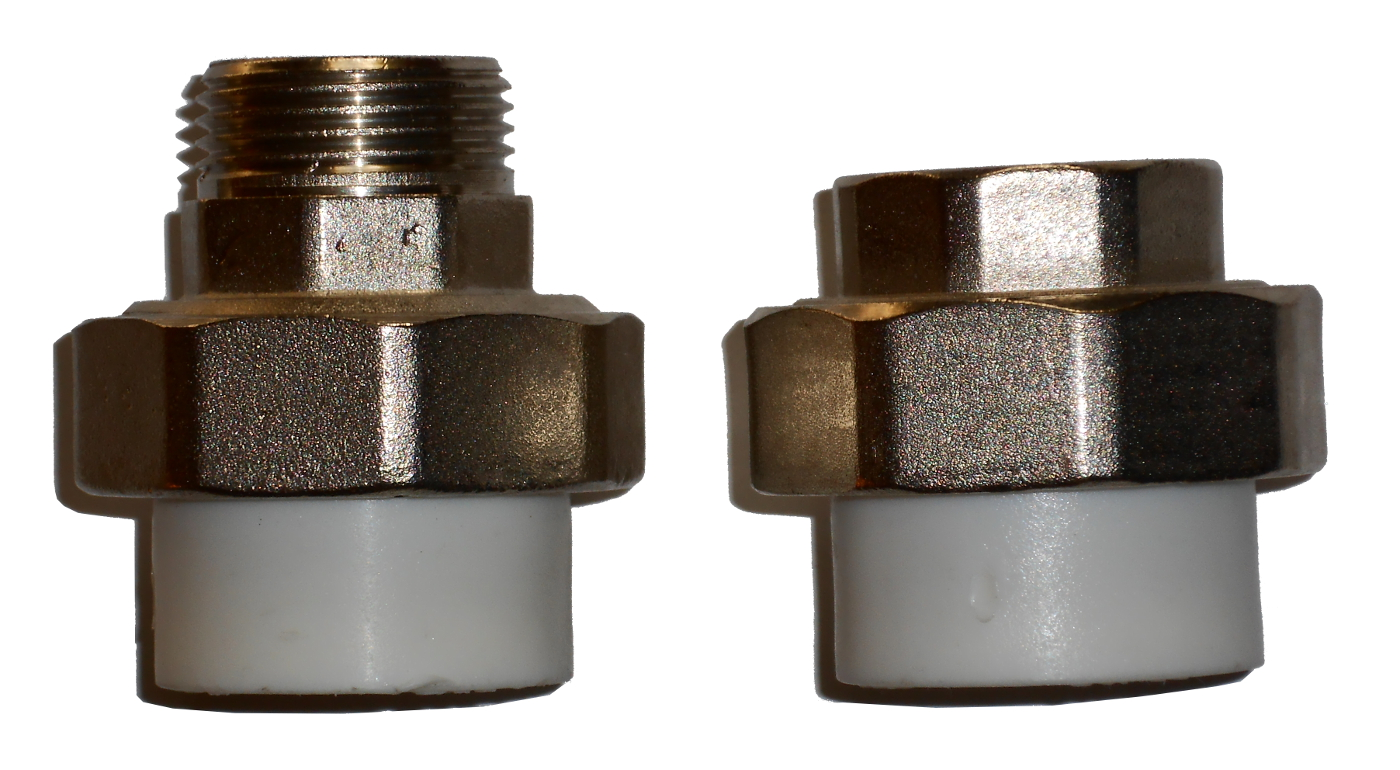
Американки для полипропиленовых труб

### PEX трубы для внутреннего горячего и холодного водоснабжения и отопления
Труба из сшитого полиэтилена.
Существующие методы сшивки:
- Пероксидная (PEX A)
- Силановая (PEX B)
- Радиационная (PEX C)

## Использование полимерных труб

### Дренажные системы.
Чаще всего используются дренажные трубы ПНД 110 мм в диаметре. Они обеспечивают качественный сток вод даже достаточно проблемному участку. Если же нет грунтовых вод или участок расположен на возвышенности, то для проекта специалисты могут использовать и изделия с меньшим диаметром (от 50 мм). Для низин же часто приобретают дренажные трубы ПНД 160—200 мм. При этом пнд трубы разделяют на несколько видов:
1. гофрированные с частичной перфорацией,
2. гофрированные с полной перфорацией,
3. изолированные (с геотекстилем или другим фильтрующим материалом).

### Полиэтиленовые трубы обсадные
Внутренний диаметр обсадных полиэтиленовых труб выбирают в зависимости от диаметра погружного насоса. Промышленность выпускает ограниченное количество этих типоразмеров: 74 — 150 мм, поэтому, обсадные колонны так же ограничены размерами 180 — 90 мм. Колонна стыкуется по мере погружения, устье скважины герметизируется оголовком с резиновым уплотнением «бублик».

## Способы соединения
Метод соединения полимерных трубопроводов зависит от физико-механических характеристик применяемых конструкционных материалов и условий эксплуатации трубопровода. Способы соединения разделяются на неразъемные и разъемные соединения.
Неразъемные соединения - это способы стыковки труб и элементов, которые используют необратимые физико-химические процессы для создания неразборных систем. Данный способ применяется, когда требуется высокая прочность соединения, есть повышенные требования к безопасности при транспортировке опасных жидкостей или транспортируемая среда чувствительна к загрязнению.
К неразъемным способам относятся:
- Холодная сварка (соединение с растворителем)
- Стыковая сварка
- Инфракрасная сварка
- Раструбное сварное соединение
- Сварка горячим газом
- Электрофузионная (электромуфтовая) сварка

Разъемные соединения - это способы стыковки труб и элементов трубопровода с помощью механических соединений, позволяющих производить демонтаж элементов без повреждения их целостности. Способ применяется, когда требуется периодическое обслуживание трубопровода.
Основные способы разъёмных соединений:
- фланцевые соединения
- резьбовые соединения
- муфтовые соединения

## Способы изготовления (технология)

### Экструзия
Экструзия (выдавливание) вязких материалов как способ их промышленной обработки известна уже около 200 лет. Сначала с помощью поршневых прессов и с применением мускульной силы человека и животных экструдировались трубы из свинца, макароны из теста, кирпич из глины и другие изделия. С середины XIX века был осуществлен переход поршневых прессов на механический или гидравлический привод и началось использование как исходного сырья естественных полимеров — например, гуттаперчи для покрытия проводов. В начале 70 годов того же столетия впервые появились шнековые (червячные) экструдеры с паровым обогревом и водяным охлаждением для переработки резины. А в 1892—1912 гг. фирма «Troester» (Германия) освоила их серийное производство и поставила около 600 шнековых прессов для нужд промышленности, в том числе на экспорт. На некоторых резиноперерабатывающих заводах нашей страны ещё есть образцы машин «Troester», которые поступили в цеха по репарации после второй мировой войны.
В середине 20-х годов начали экструдироваться такие термопласты как полихлорвинил (поливинилхлорид) и полистирол. В 1935 г. Фирмой «Troester» был создан экструдер для переработки пластмасс, который имеет комбинированный (электропаровой) обогрев и значительно более длинный червяк, чем в шнековых прессах для резины. А уже в 1936 г. была изготовлена машина с электрообогревом для прямой переработки порошкообразных и гранулированных пластмасс. В 1939 г. фирма «Troester» на экструдерах с электрообогревом впервые установила воздушное охлаждение. В эти же годы итальянцы Коломбо и Паскетти сконструировали двухчервячный пресс для переработки пластмасс. Вторая мировая война способствовала ускорению создания новых видов пластмасс, развитию экструзионного оборудования для их переработки. Первым же этапом интенсивного развития техники экструзии для пластмасс следует считать период 1946—1953 гг. К его концу были упорядочены и систематизированы опыт и знания в этой области, а также проведены теоретические и экспериментальные исследования, которые дополнили и подкрепили практику, особенно в конструктивном совершенствовании механической составляющей оборудования линий и в создании машиностроительной технологической базы их изготовления. Выполненная в этот период работа стала основой последующего развития экструдеров, комплектующего технологические линии оборудования и превращения их в универсальное и рациональное оборудование современной промышленности пластмасс.
Ко второму этапу ускоренного развития техники экструзии в комплексе со вспомогательным и периферийным оборудованием линий можно отнести период с 1988 по 2001 гг., автоматические экструзионные технологические линии были трансформированы в компьютеризованные автоматы. Обновились с перспективой последующего совершенствования первичные датчики характеристик процессов, вторичные приборы.
Уменьшилась инерционность и повысилась стабильность систем тепловой автоматики и электроприводов. Разработанные математические модели операций процесса переработки позволили создать компьютерные программы управления как отдельными операциями, так и процессом в целом.

### Навивные
Навивные (намоточные) трубы относятся к композиционным материалам. Изготавливаются способом навивки на оправку пропитанных связующим армирующих волокон с последующей полимеризацией связующего. В зависимости от типа применяемых материалов различают стеклопластиковые и арамидные трубы.

#### Стеклопластиковые трубы
При изготовлении стеклопластиковых труб в качестве армирующих волокон выступает стеклянная нить или ровинг. В качестве связующего: полиэфирные или эпоксидные смолы, реже полиэтилен.
Существует несколько способов изготовления стеклопластиковых труб — метод намотки (периодическая и непрерывная) и центробежное литье. Технология намотки предполагает навивку стекловолоконной нити на цилиндрическую оправку и укрепление её термореактивными материалами (например, эпоксидными или полиэфирными смолами) в процессе полимеризации с помощью катализаторов и специальных инфракрасных излучателей. При периодической намотке труба наматывается на цилиндрическое основание фиксированной длины, такая технология, как правило, предполагает производство труб с раструбно-шиповым соединением фиксированной длины. После окончательной полимеризации оправку извлекают из готовой трубы. Технология непрерывной намотки использует вращающийся сердечник по которому движется непрерывная стальная лента образуя цилиндр. По мере того, как балки сердечника поворачиваются, сила трения вращает стальную ленту, а специальные ролики двигают её горизонтально таким образом, что весь сердечник движется непрерывно по спирали в направлении схода трубы. В процессе вращения на оправку подаются материалы, которые образуют структурные слои стеклопластиковой трубы.
Технология непрерывной намотки позволяет производить трубу какой угодно длины, но на практике применяются трубы длиной 6 и 12 метров. В ряде технологических процессов кроме стекловолокна и связующего также используется кварцевый песок для увеличения прочности и уменьшения стоимости изделия. На данный момент для магистральных трубопроводов выпускаются трубы диаметром до 4000 мм.
Технология производства стеклопластиковых труб насчитывает более 50 лет успешного применения в различных отраслях. Наибольшее распространение они получили при строительстве магистральных трубопроводов питьевого водоснабжения, в секторе ЖКХ, в энергетической отрасли и в различных областях промышленности. Стеклопластиковые трубы обладают такими качествами, как стойкость к электрохимической коррозии, низкий коэффициент температурного расширения, малый вес и большая прочность. В монтаже стеклопластиковые трубы просты и удобны за счет муфтовых и раструбно-шиповых соединений, которые применяются в подавляющем большинстве случаев.

## Нормативно-технические документы, стандарты

### Международные
- ISO 4437. Подземные полиэтиленовые (ПЕ) трубы для транспортировки горючих газов — Метрические серии — Спецификация
- ISO 4427. Полиэтиленовые трубы для водоснабжения — Спецификация

### Европа
- EN 1555-1. Полимерные трубопроводные системы для транспортировки горючих газов — Полиэтилен (ПЕ) — Часть 1: Общие требования
- EN 1555-2. Полимерные трубопроводные системы для транспортировки горючих газов — Полиэтилен (ПЕ) — Часть 2: Трубы
- EN 1555-3. Полимерные трубопроводные системы для транспортировки горючих газов — Полиэтилен (ПЕ) — Часть 3: Фитинги
- EN 12201-1:2003 Plastic piping systems for water supply. Polyethylene (PE). General
- EN 12201-2:2003 Plastic piping systems for water supply. Polyethylene (PE). Pipes
- EN 12201-3:2003 Plastic piping systems for water supply. Polyethylene (PE). Fittings
- EN 12201-4:2001 Plastic piping systems for water supply. Polyethylene (PE). Valves
- EN 12201-5:2003 Plastic piping systems for water supply. Polyethylene (PE). Fitness for purpose of the system
- EN 1401-1:1998 Plastics piping systems for non-pressure underground drainage and sewerage. Unplasticized poly(vinylchloride) (PVC-U). Specifications for pipes, fittings and the system
- EN 13476-1:2007 Plastics piping systems for non-pressure underground drainage and sewerage. Structured-wall piping systems of unplasticized poly(vinyl chloride) (PVC-U), polypropylene (PP) and polyethylene (PE). General requirements and performance characteristics
- EN 13476-2:2018  Plastics piping systems for non-pressure underground drainage and sewerage. Structured-wall piping systems of unplasticized poly(vinyl chloride) (PVC-U), polypropylene (PP) and polyethylene (PE). Specifications for pipes and fittings with smooth internal and external surface and the system, Type A
- EN 13476-3:2018 Plastics piping systems for non-pressure underground drainage and sewerage. Structured-wall piping systems of unplasticized poly(vinyl chloride) (PVC-U), polypropylene (PP) and polyethylene (PE). Specifications for pipes and fittings with smooth internal and profiled external surface and the system, Type B

### Украина
- ДСТУ Б В.2.7-151:2008 «Трубы полиэтиленовые для подачи холодной воды»
- ДСТУ Б В.2.5-322007 «Трубы безнапорные из полипропилена, полиэтилена, непластифицируемого поливинилхлорида и фасонные изделия к ним для внешних сетей канализации домов и сооружений и кабельной канализации»
- ДСТУ Б В.2.7-73-98 «Трубы полиэтиленовые для подачи горючих газов»

### Россия
- ГОСТ 18599-2001 Трубы напорные из полиэтилена.
- ГОСТ Р 50838-2009 Трубы из полиэтилена для газопроводов.
- ГОСТ Р-2008 Трубы напорные многослойные для систем водоснабжения и отопления.
- ГОСТ Р 51613-2000 Трубы напорные из непластифицированного поливинилхлорида.
- ГОСТ 32415-2013 Трубы напорные из термопластов и соединительные детали к ним для систем водоснабжения и отопления. Общие технические условия
- ГОСТ 54475-2011 Трубы полимерные со структурированной стенкой и фасонные части к ним для систем наружной канализации. Технические условия

### Белоруссия
- СТБ 2119 Трубы полиэтиленовые гофрированные дренажные.Технические условия

### США
- ASTM D3033/3034 (PVC Pipe)
- ASTM D2239 (Polyethylene Pipe)

## Специализированные издания по тематике полимерных труб
- Журнал «Полимерные трубы». Дата обращения: 7 июля 2011. Архивировано 25 октября 2012 года.
- Журнал «Полимерные трубы-Украина». Дата обращения: 15 ноября 2009. Архивировано 25 октября 2012 года.